# François Vezin
Pour les articles homonymes, voir Vezin (homonymie).
François Vezin, né le 5 février 1937, est un traducteur et professeur de philosophie français à la retraite. Il a enseigné notamment en classe terminale et en lettres supérieures au lycée Honoré-de-Balzac de Paris. 

## Parcours
Élève de Jean Beaufret, il a participé avec ce dernier et François Fédier aux trois « séminaires du Thor » (de 1966 à 1969).
Il est connu notamment pour sa traduction de Sein und Zeit (Être et Temps) de Heidegger qui paraît aux Éditions Gallimard en 1986. Cette traduction établie d'après les travaux de Rudolf Boehm et Alphonse de Waelhens bénéficie des droits pour une durée de cinquante ans.
La traduction de Vezin a provoqué des réactions contrastées dans le monde universitaire, certains la jugeant illisible et inutilisable  et lui préférant la traduction d'Emmanuel Martineau (1985) librement accessible bien que hors commerce. 
Dans un post-scriptum intitulé « D'une "Traduction bilingue", ou Heidegger chez les Cinoques », Martineau s'en prend à la traduction de Vezin et critique l'approche qu'il juge dépassée de François Fédier, également traducteur et commentateur de Heidegger. Avec ce dernier, Vezin fut l'un des conseillers de Frédéric de Towarnicki qui publia plusieurs entretiens sur Heidegger.

## Traductions
- Martin Heidegger, Être et temps, traduit de l'allemand par François Vezin, d'après les travaux de Rudolf Boehm et Alphonse de Waelhens (1re partie), Jean Lauxerois et Claude Roëls (2e partie), Paris, Gallimard, coll. "Bibliothèque de philosophie", 1986.  (ISBN 2-07-070739-3) ; rééd. 1992.  (ISBN 2-07-070739-3).
- Martin Heidegger, Séjours, (Aufenthalte) traduction, postface et notes de François Vézin, édition bilingue, Monaco, Le Rocher, 1992, coll. "Alphée,  (ISBN 2-268-01256-5).
- Martin Heidegger, « Hegel et le problème de la métaphysique : conférence faite le 22 mars 1930 à la Société scientifique d'Amsterdam » (« Hegel und das Problem der Metaphysik : Vortrag gehalten in der Wissenschaftlichen Gesellschaft zu Amsterdam »), dans  Hadrien France-Lanord et Fabrice Midal (dir.), La fête de la pensée. Hommage à François Fédier, Paris, Lettrage distribution, 2001,  (ISBN 2-901952-37-2).